# Guerra de Independencia de Mozambique
La guerra de independencia de Mozambique (conocida por la historiografía portuguesa como Luta Armada de Libertação Nacional) fue un conflicto armado entre las fuerzas guerrilleras del Frente de Liberación de Mozambique, conocido como FRELIMO (Frente de Libertação de Moçambique en portugués), y Portugal. La guerra comenzó oficialmente el 25 de septiembre de 1964, y terminó con un alto el fuego el 8 de septiembre de 1974, del que resultó una independencia negociada en 1975 tras los acuerdos de Lusaka.
Las guerras que Portugal sostuvo contra guerrillas independentistas en sus territorios africanos empezaron en 1961 en Angola. En una serie de ataques sorpresa, los rebeldes mataron a granjeros portugueses y sus familias, incluyendo a las mujeres, niños y los trabajadores negros, en remotas plantaciones angoleñas. En Mozambique, el conflicto estalló en 1964 y como resultado del malestar y la frustración existente entre gran parte de la población indígena de Mozambique, que percibía al gobierno colonial extranjero como un modo de explotación y maltrato que sólo servía a los intereses económicos portugueses en la región. También había una buena parte de la población mozambiqueña que estaba resentida contra las políticas portuguesas para con los nativos, que llevó a una discriminación, dificultando su tradicional estilo de vida y limitándoles el acceso al sistema educativo y a determinados puestos de trabajo cualificado. Tras la Segunda Guerra Mundial, se extendieron con éxito por toda África una serie de movimientos que defendían la autodeterminación. Muchos mozambiqueños se convirtieron progresivamente en independentistas, incrementándose su frustración debido a la continua sumisión frente a un gobierno extranjero. Por otro lado, muchos enculturados que se habían integrado completamente en la organización social portuguesa de la Mozambique portuguesa, en particular aquellos de los centros urbanos, reaccionaron frente a las peticiones de independencia con una mezcla de inquietud y desconfianza. Los portugueses, entre los que se encontraban la mayoría de los dirigentes, reaccionaron aumentando la presencia militar y con apresurados proyectos de desarrollo.
Un gran grupo de la intelligentsia política exiliada en países vecinos proporcionó refugios desde donde los mozambiqueños radicales pudieron planear acciones y fomentar el malestar político en su país de origen. La formación de la guerrilla mozambiqueña Frelimo y el apoyo de países socialistas como la Unión Soviética y Cuba mediante el envío de armas y apoyo logístico, desembocó en el estallido de violencia que se prolongó durante más de una década.
Desde un punto de vista militar, el ejército regular portugués mantuvo ventaja durante todo el conflicto contra las fuerzas de la guerrilla independentista. A pesar de su posición desfavorable, los insurgentes del Frelimo lograron la victoria, tras un golpe militar de la izquierda en Lisboa y un profundo cambio político en Portugal. Mozambique logró la independencia el 25 de junio de 1975, después del golpe de Estado en Portugal conocido como Revolución de los Claveles, poniendo fin a 470 años de dominio colonial portugués en la región de África oriental. Según los historiadores de la Revolución, el golpe de militar en la metrópoli estuvo animado en parte por las protestas en contra del trato que daban las tropas portuguesas a la población local de Mozambique. Sin embargo, el papel de la creciente influencia comunista sobre el grupo de militares portugueses insurgentes que lideraron en Lisboa el golpe de Estado y, por otra parte, la presión de la comunidad internacional sobre el devenir de la guerra colonial portuguesa en general, fueron las principales causas del resultado final.

## Contexto histórico

### Colonia portuguesa
Los primeros habitantes de Mozambique fueron los san, antepasados de los joisán, quienes se dedicaban a la caza y recolección. A éstos les siguieron pueblos bantues en los siglos I y IV, que llegaron del otro lado del río Zambeze. En 1498, los exploradores portugueses llegaron a la costa de Mozambique. La influencia portuguesa en el este de África se incrementó en el siglo XVI, estableciendo una serie de colonias conocidas como África Oriental portuguesa. Los europeos empezaron a sacar provecho del comercio de esclavos y de oro, aunque sin embargo, la influencia portuguesa venía individualmente dada por colonos y no por una administración central, al mismo tiempo que Portugal centraba su atención en sus colonias en Brasil y la India.
El colonialismo europeo en África experimentó su máximo apogeo en el siglo XIX. Tras perder el control de Brasil, Portugal empezó centrarse en expandir sus colonias en África, lo que le llevó a un enfrentamiento directo con el Reino Unido. Desde que David Livingstone regresó a la zona en 1858 para promover rutas comerciales, los intereses británicos en Mozambique se incrementaron alarmando al gobierno portugués. Durante el siglo XIX, la mayor parte del África Oriental había pasado a manos británicas, y para facilitar su control, el Reino Unido requería algunas concesiones de parte de la colonia portuguesa. Como resultado, Portugal ajustó los límites de su colonia para evitar un enfrentamiento con la Marina Real Británica, quedando establecidos los límites actuales de Mozambique en mayo de 1881. El control sobre Mozambique pasó a varias organizaciones como la Compañía de Mozambique, la Compañía del Zambeze y la Compañía de Niassa que fueron financiadas y lograron trabajadores gracias al Imperio Británico para trabajar en las minas y construir ferrocarriles. Estas compañías penetraron desde la costa hacia el interior del continente, estableciendo plantaciones e imponiendo impuestos a la población que hasta entonces había logrado resistir a la colonización.
En 1895 fue derrotado el Imperio Gaza, que agrupaba a tribus que habitaban zonas de Mozambique y Zimbabue, y el resto de tribus fueron derrotadas finalmente en 1902. Portugal estableció la capital en Lourenço Marques, la actual Maputo, ese mismo año. En 1926, la crisis política y económica que sufrió Portugal desembocaron en la constitución de la Segunda República, conocida más tarde como Estado Novo, y un resurgimiento del interés en las colonias africanas. Tras la Segunda Guerra Mundial surgieron algunas tímidas voces pidiendo la autodeterminación de Mozambique, debido a que otras colonias lograron la independencia en una ola de descolonización.

### Nacimiento del Frelimo
Portugal designó a Mozambique como territorio de ultramar en 1951, recibiendo el nombre de Provincia Ultramarina de Mozambique (Província Ultramarina de Moçambique), para mostrar que la colonia tenía gran autonomía, aunque Portugal continuó manteniendo un fuerte control sobre la colonia. El incremento de nuevos estados independientes en África tras la Segunda Guerra Mundial, unido al sentimiento mozambiqueño de un trato vejatorio por parte de la metrópoli, hizo crecer el sentimiento nacionalista en Mozambique.

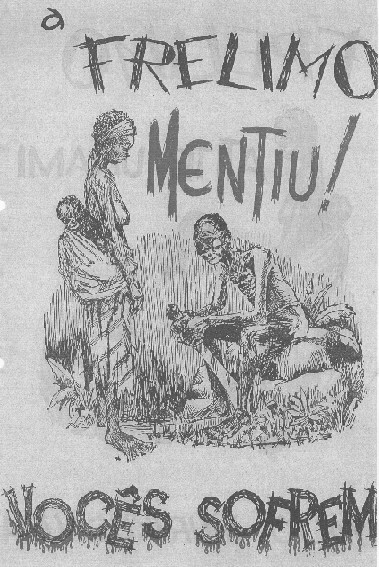
Panfleto propagandístico portugués distribuido desde aviones: "¡El Frelimo mintió! Ustedes sufren."

Existían grandes diferencias entre la rica clase colonial portuguesa y la mayoría de la población indígena, que no tenía acceso a la educación, oportunidades de puestos de trabajo y cargos en la administración y el gobierno. Muchos nativos veían como la cultura y tradiciones portuguesas se superponían a las suyas propias. Los disidentes políticos que se oponían al gobierno extranjero fueron forzados a exiliarse. El gobierno portugués estableció que los agricultores mozambiqueños debían cultivar arroz y algodón para la exportación, recibieron mínimas compensaciones para su subsistencia. Muchos trabajadores –más de 250 000 en 1960 - fueron enviados a las minas de oro y diamantes. En 1950, tan sólo 4353 mozambiqueños de un total de 5 733 000 tenían derecho a voto. El distanciamiento entre los colonos portugueses y los mozambiqueños se podía observar en el pequeño número de mestizos, contándose 31 465 entre una población de 8 o 10 millones según el censo de 1950.
El 25 de junio de 1962, se creó en Dar es Salaam, la principal ciudad de la vecina Tanzania, el Frente de Liberación Marxista-Leninista de Mozambique, conocido como Frelimo (Frente de Libertação de Moçambique). El Frelimo fue creado durante una conferencia por un grupo de figuras políticas que habían sido obligadas a exiliarse, al fusionarse varios grupos nacionalistas existentes que incluían la Unión Nacional Africana Mozambiqueña, la Unión Nacional Africana de Mozambique Independiente y la Unión Nacional Democrática de Mozambique, que había sido formada dos años antes. Estos grupos políticos sólo podían desarrollarse en el exilio debido a la fuerte presión de Portugal sobre los activistas disidentes de Mozambique. Un año más tarde, en 1963, el Frelimo estableció su sede en Dar es Salaam bajo el liderazgo del sociólogo Eduardo Mondlane, y pasó a pedir la independencia de Portugal. Tras dos años organizando maniobras políticas para buscar la independencia de forma pacífica que acabaron en el fracaso, en 1964 Mondlane comenzó una campaña de guerra de guerrillas para lograr la independencia de la colonia.
Inicialmente, los Estados Unidos ofrecieron apoyo a los grupos nacionalistas en África. Este apoyo se basaba en los principios wilsonianos, que abogaban por la autodeterminación e independencia de las naciones colonizadas. El apoyo estadounidense fue también una estrategia en la Guerra Fría con el propósito de contrarrestar el apoyo recibido los movimientos nacionalistas por parte de los soviéticos. Como el Frelimo logró un claro éxito internacionalmente, los Estados Unidos redujeron su apoyo, dejando a los movimientos anticomunistas en Mozambique, como la Resistencia Nacional Mozambiqueña (RENAMO), dependiendo del apoyo recibido desde Rodesia y Sudáfrica. Las Naciones Unidas presionaron a Portugal para que accediera a la descolonización. Sin embargo, Portugal logró poner fin a estas presiones y ayudas gracias a su pertenencia a la OTAN, lo que obligó a los grupos nacionalistas de Mozambique a pedir ayuda al bloque comunista.

### Apoyo de la Unión Soviética
Durante la Guerra Fría, y en particular a finales de la década de los años 1950, la Unión Soviética y la República Popular China adoptaron una estrategia para desestabilizar a las potencias occidentales mediante el apoyo a sus colonias africanas. Nikita Jrushchov en particular, vio a los países del tercer mundo como una forma de debilitar a Occidente. Para los soviéticos, África representaba la oportunidad crear desavenencias entre las potencias occidentales y sus posesiones coloniales, y crear en África estados pro-comunistas para promover futuras relaciones.
Antes de la formación del Frelimo, la posición de la Unión Soviética frente a los movimientos nacionalistas era confusa, ya que existían múltiples movimientos independentistas y no había seguridad cual iba a imponerse. Los grupos nacionalistas de Mozambique, al igual que en el resto de África durante ese periodo, recibieron entrenamiento y equipo de parte de la Unión Soviética.
Samora Machel, futuro presidente de Mozambique y sucesor de Eduardo Mondlane, reconoció la asistencia de ambos países, la Unión Soviética y la República Popular China, describiéndolos como "los únicos que realmente nos ayudarán. …Ellos han luchado con armas, y todo lo que ellos han aprendido es relevante para se usado por Mozambique." Las guerrillas recibieron instrucción en artes militares subversivas y políticas, así como asistencia militar, concretamente cargamentos de cohetes de artillería de 122 mm en 1972, con asesores provenientes de Cuba, la Unión Soviética y la RDA. La Unión Soviética continuó apoyando el nuevo gobierno del Frelimo contra la contrarrevolución en los años posteriores a 1975. En 1981, había 230 militares soviéticos y 800 consejeros cubanos en el país. Cuba se implicó en Mozambique como parte de un esfuerzo continuo por exportar la ideología antiimperialista de la Revolución Cubana y la búsqueda de nuevos aliados. Cuba proporcionó apoyo a movimientos de liberación y gobiernos de izquierda en numerosos países africanos, como Angola, Etiopía, Guinea-Bissau y la República del Congo.

## El Conflicto

### Insurgencia con Mondlane (1964-1969)
Al comienzo de la guerra, el Frelimo tenía pocas esperanzas de lograr una victoria militar convencional con apenas 7000 combatientes contra un ejército portugués mucho más numeroso. Sus tropas se apoyaron en el deseo de la población local de apoyar a la insurgencia para forzar una independencia negociada con desde Lisboa. Portugal tuvo que hacer frente a una guerra demasiado larga, y el gobierno portugués envión un numeroso ejército para sofocar la rebelión, con un número de tropas que aumentó de 8000 a 24 000 entre 1964 y 1967. El número de soldados locales reclutados para la causa portuguesa ascendió a 23 000 en el mismo periodo. En 1969 también fueron entrenados 860 soldados de las Fuerzas Especiales en centros de instrucción de Comandos.
El brazo militar del Frelimo estaba comandado por Filipe Samuel Magaia, cuyas fuerzas recibieron entrenamiento de Argelia. Las guerrillas del Frelimo estaban armadas con una gran variedad de armas, muchas provenientes de la Unión Soviética y China. Las armas comunes incluían el fusil de cerrojo Mosin-Nagant, la carabina semiautomática SKS y el fusil de asalto AK-47, así como el subfusil PPSh-41. Las ametralladoras como la ametralladora ligera Degtiariov fueron ampliamente usadas, así como la DShK y la SG-43 Gorunov. El Frelimo estuvo apoyado por morteros, cañones sin retroceso, lanzagranadas RPG-2 y lanzacohetes RPG-7, armamento antiaéreo como el ZPU-4 y desde 1974 el Strela 2. En las fases finales del conflicto, el Frelimo contó con un número limitado de lanzamisiles antiaéreos chinos SA-7 MANPAD. Sin embargo, no lograron derribar ningún avión portugués. Durante todo el conflicto, Portugal tan sólo perdió un avión en combate, cuando el G.91R-4 del teniente Emilio Lourenço fue destruido por una detonación prematura ordenada por sus superiores.

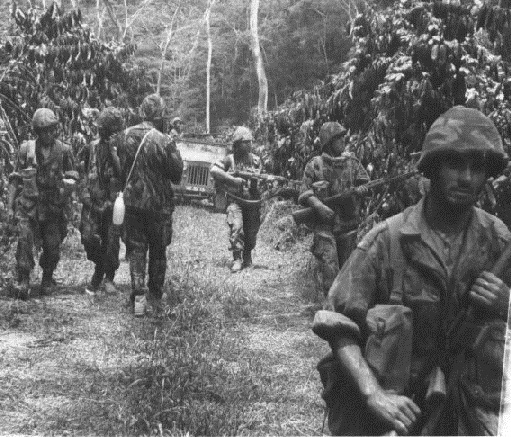
Las tropas portuguesas tuvieron que luchar en un terreno donde su superioridad armamentística se veía reducida.

Las fuerzas portuguesas estaban bajo el mando del general António Augusto dos Santos, un hombre con una fuerte creencia en las nuevas teorías para hacer frente a la insurgencia. Augusto dos Santos contó con la colaboración de Rodesia para crear unidades de exploradores africanos y otros grupos de fuerzas especiales, con las fuerzas de Rodesia operando bajo su propio mando independiente durante todo el conflicto. Debido a la política de mantener el equipo moderno en la metrópoli mientras que a las colonias se enviaba el equipo obsoleto, los soldados portugueses contaron en las fases iniciales del conflicto con radios de la época de la Segunda Guerra Mundial y con los viejos fusiles Mauser. Conforme fue avanzando el conflicto, la necesidad de contar con equipo más moderno fue rápidamente reconocida, y los fusiles Heckler & Koch G3 y FN FAL fueron adoptados como armas estándar para el combate, mientras que el AR-10 fue adoptado por los paracaidistas. La ametralladora MG 42 y en 1968 la HK21 fueron empleadas por los portugueses. La infantería era apoyada con morteros de 60, 81 y 120 milímetros, obuses y los vehículos blindados Panhard AML, Panhard EBR, Fox y Chaimite.
El helicóptero Alouette III fue el más usado en el conflicto, aunque el Aérospatiale Puma también se usó con gran efectividad. También se usaron otros medios aéreos: para el apoyo aéreo se usaron el T-6 Texan y el Fiat G.91; para reconocimiento, el Dornier Do 27; para transporte, el Nord Noratlas y el C-47 Skytrain. La marina portuguesa también hizo extensivo el uso de patrulleras, lanchas de desembarco, y botes hinchables Zodiac.
En 1964, el Frelimo abandonó los tímidos contactos para una pacificación negociada, y el 25 de septiembre de 1964, su líder Eduardo Mondlane comenzó una serie de ataques a objetivos militares situados en el norte de Mozambique desde su base de operaciones en Tanzania. Los soldados del Frelimo, que contaban con asistencia de la población local, atacaron el puesto administrativo de Chai, en la provincia de Cabo Delgado. Los militantes del Frelimo fueron capaces de evitar la vigilancia y su captura mediante el empleo de clásicas tácticas de guerrilla: emboscadas de patrullas, sabotajes de comunicaciones y líneas de ferrocarril, y ataques relámpago contra puestos avanzados portugueses antes de regresar rápidamente a zonas seguras. Los insurgentes solían ir armados con fusiles y pistolas, y los atacantes sacaban ventaja de la estación del monzón para evitar su captura. Mientras duraban las fuertes lluvias, era mucho más difícil rastrear a los insurgentes con medios aéreos, anulando la superioridad aérea portuguesa, y los vehículos y tropas portuguesas encontraban dificultades de movimiento. En contraste, las fuerzas insurgentes, con un equipo más ligero, tenían mayor maniobrabilidad entre la espesa vegetación (conocida como mato en portugués) y la población nativa entre la que se podían mezclar. Además, las fuerzas del Frelimo obtenían provisiones de las aldeas locales, lo que les permitía no tener dificultades de abastecimiento.

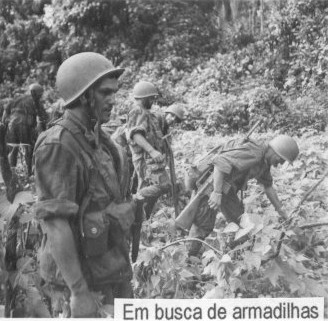
Soldados portugueses.

Tras el ataque inicial del Frelimo a Xai Xai, los combates se extendieron a Niassa y Tete en el centro del país. Durante las primeras etapas del conflicto, la actividad del Frelimo se redujo a combates de reducido tamaño, incursiones y hostigamientos a las instalaciones y tropas portuguesas. Los soldados del Frelimo solían operar en pequeños grupos de entre diez y quince soldados. La naturaleza dispersa de los ataques iniciales del Frelimo fue un intento de dispersar las tropas portuguesas.
Las tropas portuguesas empezaron a sufrir perdidas en noviembre, combatiendo en la región de Xilama, en el norte del país. Gracias al aumento del apoyo popular y el reducido número de tropas regulares portuguesas, el Frelimo pudo avanzar rápidamente hacia el sur a través de Meponda y Mandimba, uniéndose en Tete con las tropas de refuerzo provenientes de la vecina Malaui, que había logrado la convertirse en miembro independiente de la Mancomunidad Británica de Naciones el 6 de julio de 1964. A pesar del incremento de las operaciones del Frelimo, los ataques continuaron siendo limitados a pequeños grupos que atacaban puestos administrativos avanzados portugueses con poca defensa, usando para sus comunicaciones y aprovisionamiento canoas en el río Ruvuma y el lago Malawi.

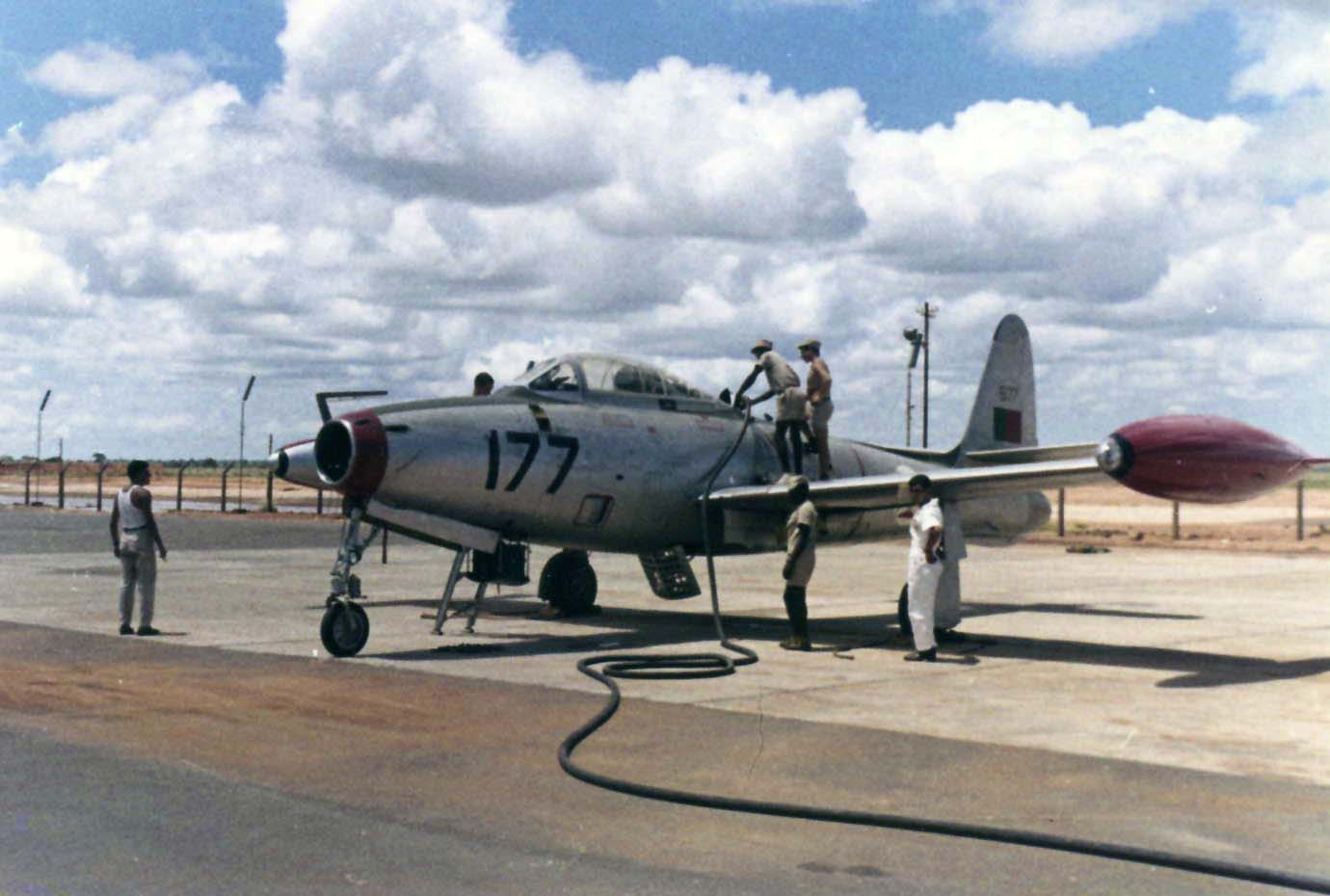
Un F-84 de la Fuerza Aérea Portuguesa (FAP) en África. F-84 como este fueron el pilar principal sobre el que se asentó el apoyo aéreo portugués en Mozambique antes de la introducción del G.91R-4 en diciembre de 1968.

No fue hasta 1965 cuando aumentó el reclutamiento de guerrilleros gracias al apoyo popular y los grupos de atacantes pudieron aumentar su tamaño. El incremento del apoyo popular fue en parte debido al ofrecimiento por parte de las agencias del Frelimo de ayuda a mozambiqueños exiliados, que habían huido del conflicto viajando a la cercana Tanzania. Como en otros conflictos similares contra Francia o los Estados Unidos, los insurgentes también usaron minas terrestres para intentar causar el mayor daño posible a las fuerzas portuguesas, y de ese modo atacar sus infraestructuras y desmoralizar sus soldados.
Los grupos de ataque del Frelimo habían empezado a crecer en tamaño hasta llegar a contar con 100 soldados en determinados casos y también habían empezado a aceptar mujeres en sus filas. El 10 o el 11 de octubre de 1966, al volver a Tanzania tras inspeccionar las líneas del frente, Filipe Samuel Magaia fue asesinado de un disparo por Lourenço Matola, un seguidor de la guerrilla del Frelimo que dijo estar pagado por los portugueses.

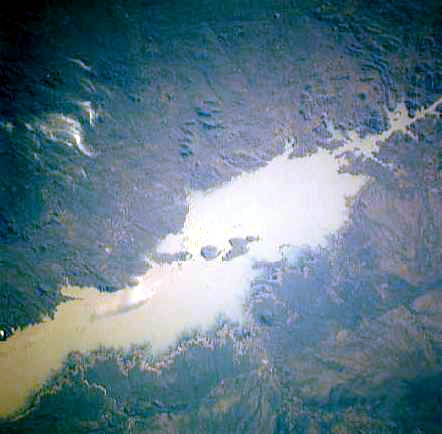
La presa de Cahora Bassa fue construida en por el gobierno colonial portugués durante la guerra como parte de su principal plan de desarrollo y le ayudó a ganar apoyo de la población local. Sin embargo, fue un objetivo frecuente de los ataques del Frelimo, aunque ningún ataque directo de la guerrilla tuvo éxito.

Un séptimo de la población y una quinta parte del territorio estaba en manos del Frelimo en 1967; en aquel momento había unos 8000 guerrilleros en combate. Durante aquel periodo, Mondlane instó a aumentar el esfuerzo bélico, pero también buscó mantener los pequeños grupos de ataque. Con el aumento del coste de los suministros, más territorio tomado a los portugueses y la adopción de medidas para ganarse el apoyo de la población civil, Mondlane decidió pedir ayuda extranjera, concretamente a la Unión Soviética y China; de estos benefactores obtuvo ametralladoras pesadas, cañones antiaéreos y cañones sin retroceso de 75 mm y cohetes de 122 mm.
En 1968, el segundo Congreso del Frelimo fue una victoria propagandística para los insurgentes, a pesar de los intentos portugueses, quienes aprovechando su superioridad aérea en el conflicto, bombardearon la reunión al final del día. Esto dio al Frelimo un mayor argumento frente a las Naciones Unidas.

### Programa portugués de desarrollo
Debido tanto a la diferencia tecnológica entre civilizaciones como a los siglos de control colonial, desde el siglo XV Portugal había sido el principal actor en el desarrollo y evolución del África portuguesa. En los años 1960 y principios de los años 1970, en un intento de contrarrestar el aumento de las fuerzas insurgentes del Frelimo y mostrar a la sociedad portuguesa y al mundo que el territorio se encontraba totalmente bajo su control, el gobierno portugués aceleró su principal programa de desarrollo para expandir y mejorar las infraestructuras del Mozambique portugués construyendo nuevas carreteras, ferrocarriles, puentes, presas, sistemas de regadío, escuelas y hospitales para estimular un mayor crecimiento económico y ganarse el apoyo de la población.
Como parte de este programa de desarrollo, en 1969 se empezó la construcción de la presa de Cahora Bassa. Este proyecto particular llegó a estar intrínsecamente ligado a la preocupación de Portugal con la seguridad en sus colonias de ultramar. El gobierno vio en la construcción de la presa como un testimonio de la «misión civilizadora» de Portugal y tenía la intención de que la presa reafirmara la creencia mozambiqueña en la seguridad del gobierno colonial. Para proteger la construcción del proyecto, Portugal envió tres mil nuevos efectivos y más de un millón de minas terrestres.
Al darse cuenta de la importancia simbólica de la presa para los portugueses, el FRELIMO procedió a pasar siete años tratando de detener su construcción por la fuerza. Los ataques directos no siempre tuvieron éxito, pero el FRELIMO logró atacar convoyes que se dirigían al sitio. FRELIMO también presentó una protesta a las Naciones Unidas sobre el proyecto, y su causa se vio favorecida por los informes negativos de las acciones portuguesas en Mozambique. A pesar de la posterior retirada de gran parte de la ayuda financiera externa para la construcción de la presa, esta finalmente se completó en diciembre de 1974. El valor propagandístico de la presa para Portugal se vio ensombrecido por la reacción adversa del público mozambiqueño a la amplia dispersión de la población indígena, que era obligada a trasladarse de sus hogares debido al proyecto de construcción. La presa también privó a los agricultores de las inundaciones anuales críticas, que anteriormente re-fertilizaban las plantaciones.

### Asesinato de Eduardo Mondlane
El 3 de febrero de 1969, Eduardo Mondlane murió por explosivos de contrabando en su entorno local. Muchas fuentes afirman que, en un intento de rectificar la situación en Mozambique, la policía secreta portuguesa asesinó a Mondlane mediante el envío de un paquete a su oficina en Dar es Salaam. Dentro del paquete había un libro que contenía el artefacto explosivo, que detonó después de que lo abriera. Otras fuentes afirman que Eduardo murió cuando un artefacto explosivo detonó debajo de su asiento en la sede del FRELIMO, y que la facción responsable nunca fue identificada.
Las investigaciones iniciales nivelaron acusaciones a Silverio Nungo (que fue ejecutado más tarde) y Lázaro Kavandame, líder del FRELIMO en Cabo Delgado. Este último no había hecho de su desconfianza en Mondlane ningún secreto, viéndolo como un líder demasiado conservador, y la policía de Tanzania también lo acusó de trabajar con la policía secreta de Portugal para asesinar Mondlane. Kavandame mismo se entregó a los portugueses en abril de ese año.
Aunque los detalles exactos del asesinato están en discusión, la participación del gobierno portugués, en particular el Aginter Press o el PIDE, es generalmente aceptada por la mayoría de los historiadores y biógrafos y es apoyada por el brazo portugués de la Operación Gladio, conocido como Aginter Press, que sugirió en 1990 que ellos eran responsables del asesinato. En un principio, debido a la incertidumbre respecto a quién era el responsable, la muerte de Mondlane creó gran desconfianza en las filas de la propia FRELIMO y una corta lucha de poder que resultó en un columpio dramático a la izquierda política.
El sucesor inmediato de Mondlane fue el moderado Uria Simango, que había estado bajo sus órdenes, como vicepresidente del FRELIMO, desde su fundación hasta 1969. Sin embargo, debido a la lucha de poder, Simango fue depuesto por los líderes de línea dura Samora Machel y Marcelino dos Santos. Simango fue expulsado del FRELIMO, y después de la independencia, fue detenido y ejecutado en 1975.

### Continuación de la Guerra (1969-1974)

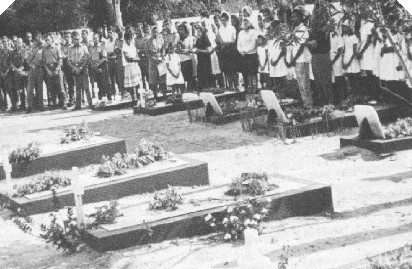
Un servicio conmemorativo para los soldados portugueses caídos.

En 1969, el General António Augusto dos Santos fue relevado del mando, y el General Kaúlza de Arriaga se hizo cargo oficialmente en marzo de 1970. Kaúlza de Arriaga estaba a favor de un método más directo de la lucha contra los insurgentes, y la política establecida de utilizar las fuerzas de contrainsurgencia africanos era rechazada en favor del despliegue de fuerzas portuguesas regulares acompañadas por un pequeño número de combatientes africanos. Personal indígena todavía era reclutado para operaciones especiales, tales como los grupos especiales de paracaidistas en 1973, aunque su papel fue menos significativo en el marco del nuevo comandante. Sus tácticas fueron parcialmente influenciadas por una reunión con el general de los Estados Unidos William Westmoreland.
En 1972 hubo una creciente presión de otros comandantes, en particular el segundo al mando de Kaúlza de Arriaga, el general Francisco da Costa Gomes, para el uso de soldados africanos en Unidades Flechas. Las Unidades Flechas también fueron empleadas en Angola y eran unidades bajo el mando del PIDE. Compuesto por miembros de las tribus locales, estas unidades estaban especializadas en operaciones antiterroristas de seguimiento y reconocimiento.
Costa Gomes argumentó que los soldados africanos eran más baratos y estaban en mejores condiciones de crear una relación con la población local, una táctica similar a la de "corazones y mentes", estrategia utilizada por las fuerzas de Estados Unidos en Vietnam por aquel entonces. Estas unidades Flechas vieron acción en el territorio en las etapas muy finales del conflicto, tras la destitución de Kaúlza de Arriaga en la víspera del golpe de Estado portugués de 1974, la revolución de los claveles. Las unidades continuaron causando problemas al FRELIMO, incluso después de la Revolución y la retirada de los portugueses, cuando el país se dividió en una guerra civil.
Durante todo el período de 1970 a 1974, el FRELIMO intensificó las operaciones de guerrilla especializada en terrorismo urbano. Se intensificó el uso de minas terrestres, con fuentes que indican que se convirtieron en el motivo de dos de cada tres bajas portuguesas. Se extendió entre las fuerzas portuguesas un profundo miedo a las minas terrestres, lo cual obstaculizó en gran medida sus operaciones sumando la baja moral y el decaímiento.

### Contraofensiva portuguesa (junio de 1970)
El 10 de junio de 1970, una contraofensiva fue lanzada por el ejército portugués. La Operación del nudo gordiano (portugués: Operação Nó Gordio) tuvo como objetivo campamentos insurgentes permanentes y rutas de infiltración a través de la frontera con Tanzania en el norte de Mozambique durante un período de siete meses. En la operación participaron unas 35 000 tropas portuguesas, en especial unidades de élite como paracaidistas, comandos, marinos y fusileros navales.

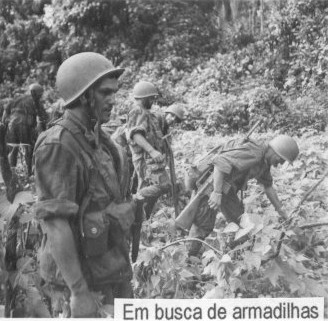
Soldados portugueses de patrulla. Se puede notar las dificultades de terreno con las que se encontraron.

Los portugueses tenían una excelente coordinación entre bombarderos ligeros, helicópteros y patrullas terrestres reforzadas. Ellos utilizaron tácticas estadounidenses de agresiones (helibourne) rápidas en el aire apoyados por bombardeos aéreos pesados en los territorios del FRELIMO por parte de la Fuerza Aérea Portuguesa (Força Aérea Portuguesa o FAP) para rodear y eliminar la guerrilla. Estos bombardeos fueron acompañados por el uso de artillería pesada. Los portugueses también utilizaron unidades de caballería para cubrir los flancos de las patrullas y donde el terreno era demasiado difícil de autotransporte, y unidades de guerrilleros capturadas o abandonadas, para penetrar en sus antiguas bases.
Los problemas para los portugueses surgieron casi de inmediato cuando la ofensiva coincidió con el inicio de la temporada del monzón, creando dificultades logísticas adicionales. No sólo iban mal equipados, sino que había muy poca cooperación, o ninguna en absoluto, entre el FAP y el ejército. Por lo tanto, el ejército carecía de apoyo aéreo de la FAP. Las bajas portuguesas empezaron a pesar más que las bajas del FRELIMO, lo que llevó a una mayor intervención política desde Lisboa.
El ejército portugués finalmente informó que 651 murieron (una cifra de unos 440 probablemente está más cerca de la realidad), y 1840 fueron capturados, con la pérdida de 132 portugueses. El general Arriaga también afirmó que sus tropas han destruido 61 bases guerrilleras y 165 campamentos, mientras que 40 toneladas de municiones habían sido capturadas en los dos primeros meses. Aunque el "Nudo Gordiano" fue la ofensiva más significativa del ejército portugués, es considerada un fracaso, ya que no resultó en un verdadero debilitamiento de la guerrilla.
En 1972 el ejército portugués finalmente cambió su estrategia, adaptando estrategias de búsqueda y destrucción británicas y estadounidenses. También utilizaron un programa de reubicación forzada conocido como el "Programa Aldeamentos". Pero el 9 de noviembre de 1972, el FRELIMO, con no más de 8000 combatientes, lanzó una gran ofensiva en la provincia de Tete. La respuesta de los militares portugueses fue feroz, dando lugar a ataques de represalia en un intento de desequilibrar la continua confianza de la población local en el FRELIMO.
El 16 de diciembre de ese mismo año, la 6.ª compañía portuguesa de Comandos en Mozambique mató a los habitantes de la localidad de Wiriyamu, en Tete. Se conoció a este hecho como la "Masacre de Wiriyamu". Los soldados contabilizaron entre 150 y 300 soldados muertos, acusados de albergar guerrilleros del FRELIMO. La acción, llamada oficialmente "Operación Marosca", fue instigada por agentes de la PIDE y guiada por el agente Chico Kachavi, que más tarde fue asesinado mientras una investigación sobre los eventos se estaba llevando a cabo. Los soldados fueron informados por este agente de que "las órdenes eran para matarlos a todos", sin importar que fueran tan sólo civiles, mujeres y niños incluidos. Todas las víctimas eran civiles. La matanza fue condenada en julio de 1973 por el sacerdote católico británico, Padre Adrian Hastings, y otros dos sacerdotes misioneros españoles. Más tarde se hicieron contra-reivindicaciones en un informe del arzobispo de Dar es Salaam Laurean Rugambwa que alegó que las matanzas fueron llevadas a cabo por los combatientes del FRELIMO, no por las fuerzas portuguesas. Además, otros afirmaban que las supuestas masacres de las fuerzas militares portuguesas fueron fabricados para manchar la reputación del Estado portugués en el extranjero. La periodista portuguesa Felícia Cabrita reconstruye la matanza Wiriyamu en detalle por entrevistar a los supervivientes y los exmiembros de la unidad del ejército que llevó a cabo la matanza. El informe de Cabrita se publicó en el semanario portugués Expresso y más tarde en un libro que contiene varios de sus artículos.
En 1973, el FRELIMO también minó ciudades y pueblos en un intento de socavar la confianza civil de las fuerzas portuguesas. "Aldeamentos: Agua para todos" era un mensaje comúnmente visto en las zonas rurales, cuando los portugueses trataban de reubicar a la población indígena, con el fin de aislar al FRELIMO de su base civil. Para 1973, FRELIMO abandonó la política de misericordia para con la población colona impuesta por Moldane, bajo el mando del nuevo comandante, Machel, y se recrudeció fuertemente el maltrato hacia la población blanca local.
Este cambio en la táctica dio lugar a protestas por los colonizadores portugueses contra el gobierno de Lisboa, un signo revelador de la impopularidad del conflicto. En combinación con la noticia de la masacre de Wiriyamu y los ataques renovados del FRELIMO entre finales de 1973 y principios de 1974, el empeoramiento de la situación en Mozambique contribuyó a la caída del gobierno portugués en 1974.

### Inestabilidad política y alto al fuego (1974-1975)

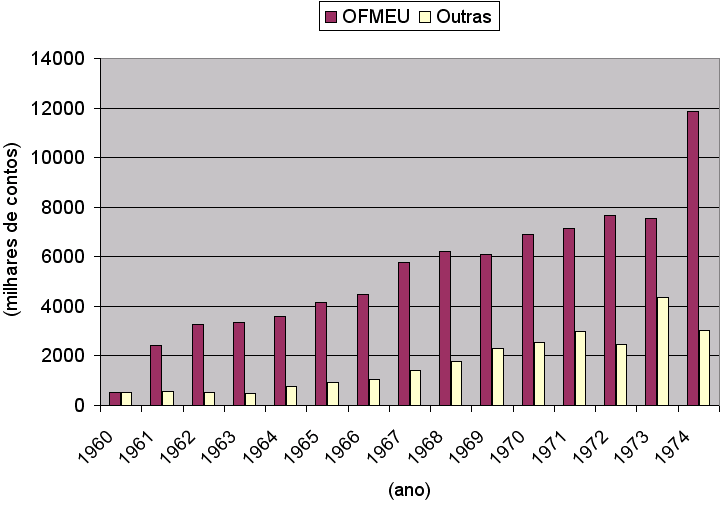
Gráfico que muestra el aumento de gasto militar durante la guerra colonial.

De vuelta en Lisboa, la rama de la "Acción Armada Revolucionaria" del Partido Comunista Portugués, que fue creado a fines de 1960, y las Brigadas Revolucionarias (BR), una organización de extrema izquierda, trabajó para resistir las guerras coloniales. Se habían llevado a cabo múltiples sabotajes y atentados contra objetivos militares, como el ataque a la base aérea Tancos que destruyó varios helicópteros el 8 de marzo de 1971 y el ataque al cuartel general de la OTAN en Oeiras, en octubre del mismo año. El ataque contra el barco portugués Niassa ilustra el papel de las guerras coloniales en este malestar. Niassa (el nombre de una provincia de Mozambique) se disponía a salir de Lisboa con las tropas que se desplegarían en Guinea. En el momento de la Revolución de los Claveles, 100 000 prófugos habían sido registrados.
Hacia mediados de la década de 1970, las guerras en las colonias portuguesas habían absorbido alrededor del 50 % del presupuesto global portugués. Esto condujo a una desviación evidente de los fondos para el desarrollo de las infraestructuras necesarias en el propio Portugal, contribuyendo esto a la creciente inestabilidad en la nación europea. El crecimiento del PIB de Portugal durante la guerra colonial (1961-1974), era fuerte y alcanzó una tasa del 6 %.
La impopularidad de las guerras coloniales entre muchos portugueses llevó a la formación de varias revistas y periódicos, como los Cadernos Circunstância, Cadernos Necessários, Tempo e Modo, y Polémica que tuvo el apoyo de los estudiantes y pedían soluciones políticas a los problemas coloniales de Portugal.
El creciente malestar culminó con la Revolución de los Claveles, el 25 de abril de 1974, que derrocó al gobierno salazarista de Marcelo Caetano. Miles de ciudadanos portugueses huyeron de Mozambique, y el nuevo jefe de Gobierno, el general António de Spínola, pidió un alto el fuego. Con el cambio de gobierno en Lisboa, muchos soldados se negaron a seguir luchando, a menudo permanecieron en sus cuarteles en vez de ir de patrulla. Las negociaciones de la nueva administración portuguesa culminaron con el Acuerdo de Lusaka, firmado el 7 de septiembre de 1974, que preveía un traspaso total del poder de FRELIMO, sin oposición mediante la celebración de elecciones. La independencia formal, y el establecimiento de la República Popular de Mozambique, se fijó para el 25 de junio de 1975, el 13 aniversario de la fundación del FRELIMO.

## Consecuencias
La principal consecuencia fue el éxodo masivo de colonos blancos. La mayoría de las familias de colonos portugueses llevaban allí desde finales del siglo XIX, estableciéndose las últimas a principios del siglo XX. La pérdida de su estatus privilegiado y el temor a represalias por parte del FRELIMO dio lugar a la huida de unas 200 000 personas. Con la salida de profesionales portugueses y comerciantes, el nuevo país no tenía fuerza de trabajo de alto nivel para mantener su infraestructura, y el colapso económico se cernía. Vínculos comerciales privilegiados se establecieron con varios países comunistas por parte del régimen FRELIMO, a expensas de la OTAN, que rápidamente perdió influencia en la región.

### Páginas web
- Belfiglio, Valentine J. (julio-agosto de 1983)The Soviet Offensive in Southern Africa, Air University Review. Consultado el 23 de septiembre de 2007.
- Borges Coelho, João Paulo. African Troops in the Portuguese Colonial Army, 1961–1974: Angola, Guinea-Bissau and Mozambique (PDF), Portuguese Studies Review 10 (1) (2002): 129-50, presentado en el encuentro Lusoafricano Portuguese/African Encounters: An Interdisciplinary Congress: An Interdisciplinary Congress, Brown University, Providence, Rhode Island (Estados Unidos), 26-29 de abril de 2002. Consultado el 23 de septiembre de 2007.
- Carpenter, Ted Galen, U.S. Aid to Anti-Communist Rebels: The "Reagan Doctrine" and Its Pitfalls, The Cato Institute, 24 de junio de 1986. Consultado el 23 de septiembre de 2007.
- Cooper, Tom. Central, Eastern and South African Datebase, Mozambique 1962-1992, ACIG, 2 de septiembre de 2003. Consultado el 23 de septiembre de 2007.
- Eduardo Chivambo Mondlane (1920-1969), Oberlin College, revisado en septiembre de 2005 por Melissa Gottwald. Consultado el 23 de septiembre de 2007.
- Frelimo, Britannica.com. Consultado el 23 de septiembre de 2007.
- Kennedy, Thomas (1911). «Mozambique». The Catholic Encyclopaedia 10. Nueva York: Robert Appleton Company. Consultado el 20 de septiembre de 2007.
- Newitt, D. D. Malyn. Mozambique, Encarta. Consultado el 23 de septiembre de 2007.
- Thom, William G. (julio-agosto de 1974). Trends in Soviet Support for African Liberation, Air University Review. Consultado el 23 de septiembre de 2007.
- Westfall, William C., Jr. (1 de abril de 1984). Mozambique-Insurgency Against Portugal, 1963-1975. Consultado el 23 de septiembre de 2007.
- Wright, Robin (12 de mayo de 1975). Mondlane, Janet of the Mozambique Institute: American "Godmother" to an African Revolution. Consultado el 23 de septiembre de 2007.